# Computerbetrug
Der Computerbetrug ist ein Straftatbestand des deutschen Strafrechts, der im 22. Abschnitt des Besonderen Teils des Strafgesetzbuchs (StGB) in § 263a StGB normiert ist. Als Vermögensdelikt bezweckt die Vorschrift den Schutz des Vermögens.
§ 263a StGB verbietet Handlungen, bei denen eine Person, ein Unternehmen oder eine Organisation durch das Manipulieren von Computern in betrügerischer Art finanziell geschädigt wird. Vorbild für den Tatbestand des Computerbetrugs ist der des Betrugs (§ 263 StGB), der das Täuschen anderer Menschen unter Strafe stellt. Verursacht der Täter durch das Überlisten eines Computersystems einen Vermögensschaden, kann dies den Tatbestand des Betrugs mangels Vorhandenseins eines Täuschungsadressaten nicht verwirklichen. Um solche betrugsähnlichen Verhaltensweisen angemessen strafrechtlich zu erfassen, schuf der Gesetzgeber mit Wirkung zum 1. August 1986 den Tatbestand des Computerbetrugs.
Für den Computerbetrug können eine Freiheitsstrafe bis zu fünf Jahren oder eine Geldstrafe verhängt werden. Der Computerbetrug stellt das häufigste Delikt im Bereich der Computerkriminalität dar. Laut Polizeilicher Kriminalstatistik wurden 2022 107.165 Fälle des § 263a StGB angezeigt. Die Aufklärungsquote dieser Taten schwankt zwischen 30 und 35 % und liegt damit im Vergleich zu anderen Deliktgruppen auf durchschnittlichem Niveau. Am häufigsten wird § 263a StGB durch das unbefugten Nutzen von Codekarten an Bankautomaten verwirklicht.
Eine dem § 263a StGB ähnliche Regelung findet sich im Schweizer Strafrecht mit Art. 147 StGB. Dieser stellt den betrügerischen Missbrauch einer Datenverarbeitungsanlage unter Strafe. Tathandlung und Taterfolg dieses Tatbestands decken sich im Wesentlichen mit der deutschen Norm. Im österreichischen Strafgesetzbuch normiert § 148a den Tatbestand des betrügerischen Datenverarbeitungsmissbrauchs, der ebenfalls große Parallelen zum deutschen § 263a StGB aufweist.

## Normierung und Rechtsgut
Der Tatbestand des Computerbetrugs ist in § 263a StGB normiert und lautet seit seiner letzten Änderung am 1. Juli 2017 wie folgt:
(2) § 263 Abs. 2 bis 6 gilt entsprechend.
(3) Wer eine Straftat nach Absatz 1 vorbereitet, indem er Computerprogramme, deren Zweck die Begehung einer solchen Tat ist, herstellt, sich oder einem anderen verschafft, feilhält, verwahrt oder einem anderen überlässt, wird mit Freiheitsstrafe bis zu drei Jahren oder mit Geldstrafe bestraft.
Wie die anderen Betrugsdelikte dient § 263a StGB dem Schutz des Vermögens. Das Verbot des Computerbetrugs soll verhindern, dass Personen aufgrund von Computermanipulationen in ihrem Vermögen geschädigt werden.

## Entstehungsgeschichte

### Einführung des § 263a StGB durch das 2. WiKG von 1986

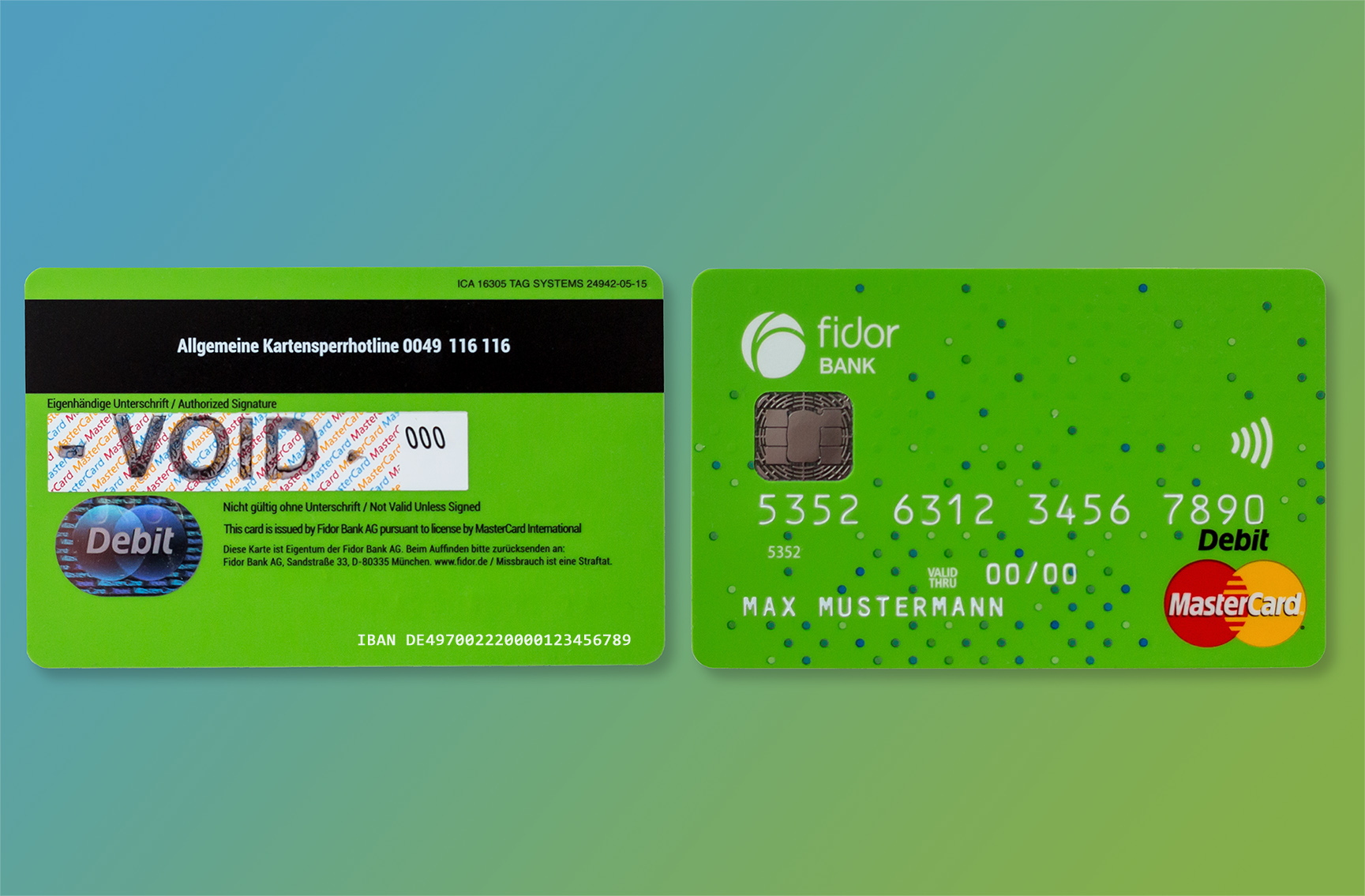
Foto der ersten Debit-MasterCard einer deutschen Bank.

Das Verbot des Computerbetrugs wurde ausgearbeitet, nachdem elektronische Datenverarbeitungsanlagen aufgrund ihrer zunehmenden Verbreitung im Geschäftsverkehr regelmäßig zum Ziel krimineller Handlungen geworden waren. Als praxisrelevant erwies sich insbesondere das unbefugte Abheben von Geld an Geldautomaten unter Verwendung fremder Bankkarten. Solche Handlungen wurden von § 263 StGB nicht erfasst, da dieser voraussetzte, dass der Täter bei seinem Opfer durch eine Täuschungshandlung einen Irrtum hervorruft. Das Erregen eines Irrtums war bei Computern ausgeschlossen, da sich diese keine Vorstellungen über die Wirklichkeit machten. Daher war eine Anwendung des Betrugsparagrafen bereits aufgrund dessen Wortlautes in Fällen ausgeschlossen, in denen der Täter nicht einen Menschen, sondern ein Computersystem überlistete. Eine analoge Anwendung des Betrugstatbestands auf Sachverhalte, bei denen Computersysteme manipuliert wurden, kam aufgrund des strafrechtlichen Analogieverbots (Art. 103 Abs. 2 GG) nicht in Betracht. Für einen Diebstahl (§ 242 StGB) fehlte es in derartigen Fällen an einem Gewahrsamsbruch. Gleiches galt für Fälle, in denen der Täter mit einer gefälschten Codekarte vorging. Weitere Straftatbestände, etwa die Untreue (§ 266 StGB), kamen regelmäßig ebenfalls nicht in Betracht. Daher bestand eine Lücke im Strafgesetzbuch, die nur durch ein neues Gesetz geschlossen werden konnte, das die Besonderheiten der Computerkriminalität hinreichend berücksichtigte.
Diese Lücke wollte der Gesetzgeber durch das Zweite Gesetz zur Bekämpfung der Wirtschaftskriminalität (WiKG) vom 15. Mai 1986 schließen. Dieses ergänze mit Wirkung zum 1. August 1986 das StGB um den Tatbestand des Computerbetrugs, § 263a. Absatz 1 der neugeschaffenen Norm bezeichnet vier Tathandlungen, die in Anlehnung an betrügerische Verhaltensweisen entwickelt wurden. In Absatz 2 fügte der Gesetzgeber einen Verweis auf Bestimmungen des Betrugstatbestands bezüglich der Versuchsstrafbarkeit und der Strafzumessung ein. Insgesamt orientierte sich der Gesetzgeber also eng am Betrugstatbestand, den er insoweit modifizierte, wie dies zur sachgerechten Erfassung von computerbezogenen Handlungen zweckmäßig war.

### Weitere Entwicklung
Im Rahmen des sechsten Strafrechtsreformgesetzes wurde der Verweis des § 263a Abs. 2 StGB mit Wirkung zum 1. April 1998 um die im Rahmen dieses Reformgesetzes neu geschaffenen § 263 Abs. 6 und Abs. 7 StGB, die weitere Sanktionsbestimmungen enthalten, erweitert.
Am 22. Dezember 2003 erweiterte der Gesetzgeber § 263a StGB durch das Fünfunddreißigste Strafrechtsänderungsgesetz um zwei weitere Absätze. Hierdurch wurde der EU-Rahmenbeschluss zur Bekämpfung von Betrug und Fälschung im Rahmen mit bargeldlosen Zahlungsmitteln umgesetzt. Durch diese Gesetzesänderung wurden bis dahin straflose Vorbereitungshandlungen unter Strafe gestellt. Hierzu zählt beispielsweise das Entwickeln eines Programms, mit dem ein Computerbetrug begangen werden kann.

## Heutiger Tatbestand

### Datenverarbeitungsvorgang
Der objektive Tatbestand des Computerbetruges fußt auf dem des Betrugs. Er weicht von diesem insoweit ab, wie es computerspezifische Besonderheiten gebieten, die dazu führen, dass die Tatbestandsmerkmale eines Betrugs nicht erfüllt wären. Aufgrund dieser engen Verwandtschaft beider Delikte wird der Computerbetrug in enger Anlehnung an den Betrugstatbestand § 263 StGB ausgelegt.
Der Computerbetrug wird durch das Einwirken auf einen Datenverarbeitungsvorgang begangen. Als Datenverarbeitung gelten alle technischen Vorgänge, die Daten aufnehmen und durch Programme derart miteinander verknüpfen, dass selbstständig Arbeitsergebnisse erzielt werden. Hierzu zählen beispielsweise Berechnungen und elektronisch durchgeführte Echtheitskontrollen durch Geldprüfungsprogramme innerhalb von Automaten. Rein mechanisch arbeitende Geräte werden demgegenüber mangels elektronischer Datenverarbeitung nicht von § 263a StGB erfasst.
Daten lassen sich allgemein als codierte Informationen definieren. Der Begriff Codierung meint hierbei keine besondere Verschlüsselung. Es kommt lediglich auf die Möglichkeit an, eine Information derart darzustellen, dass sie von einem Computer verarbeitet werden kann. Dies ist der Fall, wenn sie sich im Binärcode darstellen lässt, wie es beispielsweise bei Ziffern und Buchstaben der Fall ist. Als Daten gelten somit alle Eingaben in einen Computer sowie dessen Ausgaben.

### Tathandlungen

#### Unrichtige Gestaltung des Programms
Ein Computerbetrug kann durch vier Handlungsweisen begangen werden: Durch unrichtige Gestaltung eines Programms, durch Verwendung unrichtiger oder unvollständiger Daten, durch deren unbefugte Verwendung und durch unbefugte Einwirkung auf den Datenverarbeitungsvorgang in sonstiger Weise. Diese Handlungen treten an die Stelle der Täuschungshandlung des Betrugstatbestands.
Bei einem Programm handelt es sich um eine Arbeitsanweisung an einen Computer. Gestalten umfasst das erstmalige Erstellen und das nachträgliche Ändern.
Unter welchen Voraussetzungen ein Programm unrichtig ist, ist in der Rechtswissenschaft strittig. Im Wesentlichen haben sich zwei Ansätze herausgebildet. Der eine beurteilt die Unrichtigkeit des Programms nach einem subjektiven, der andere nach einem objektiven Maßstab. Nach erstgenannter Auffassung kommt es entscheidend auf den Willen des Betreibers an. Weicht das Programm von dessen Willen ab, ist es unrichtig. Befürworter dieser Betrachtungsweise ziehen eine Parallele zum Zivilrecht. Dort kommt es für die Frage, ob ein Produkt mangelhaft ist, maßgeblich darauf an, ob das Produkt die Beschaffenheit aufweist, die die Parteien vereinbart haben. Überdies habe der Gesetzgeber bei der Ausarbeitung des § 263a StGB auf den Willen des Betreibers als entscheidendes Vergleichsmoment abgestellt. Für die Gegenansicht kommt es nicht auf den Willen des Betreibers an, sondern auf die von diesem gestellten Aufgabe. Hiernach ist ein Programm unrichtig, wenn es die vom Betreiber gestellte Aufgabe nicht ordnungsgemäß bewältigt. Dies entspreche eher der Unwahrheit einer Tatsache, einem Tatbestandsmerkmal des Betrugs. Die beiden Ansichten gelangen beispielsweise dann zu unterschiedlichen Ergebnissen, falls der Auftraggeber den Programmierer anweist, Bilanzen zwecks Steuerhinterziehung falsch zu protokollieren. Nach der zivilrechtlich orientierten Ansicht wäre der Computerbetrug zu verneinen, da das Programm so funktioniert, wie es der Betreiber will. Folgt man der betrugsnahen Ansicht, kann die Tathandlung des § 263a StGB dagegen angenommen werden, da das Programm objektiv falsch bilanziert.
Einschlägige Fälle der unrichtigen Programmgestaltung sind in erster Linie Manipulationen eines Programms selbst. Da sich ein Programm aus Daten zusammensetzt, stellt diese Handlungsvariante lediglich einen Unterfall der Verwendung unrichtiger oder unvollständiger Daten dar. Daher besitzt § 263a Abs. 1 Var. 1 StGB in der Rechtspraxis kaum eigenständige Bedeutung. Ein Anwendungsbereich ist das heimliche Installieren eines Dialers.

#### Verwendung unrichtiger oder unvollständiger Daten
Daten werden verwendet, indem sie auf beliebige Weise in einen elektronischen Verarbeitungsprozess eingeführt werden. Die Begriffe der Unrichtigkeit und der Unvollständigkeit orientieren sich am Begriff der beim Betrugstatbestand verwendeten Täuschung, wobei die Verwendung unrichtiger Daten dem aktiven Täuschen und die Verwendung unvollständiger Daten dem Täuschen durch schlüssiges Handeln nachempfunden sind.
Unrichtig sind Daten, deren Inhalt von der Wirklichkeit abweicht. Anders als bei der unrichtigen Gestaltung des Programms wird für die Beurteilung der Unrichtigkeit der Daten unstreitig ein objektiver Maßstab angelegt, da Eingabedaten lediglich objektiv richtig oder falsch sein können.
Exemplarisch für diese Tathandlung sind Eingabemanipulationen, etwa das Nutzen gefälschter EC- oder Kreditkarten zum Abheben von Geld. Das Nutzen gestohlener Bankkarten ist demgegenüber nicht tatbestandsmäßig, da hierbei ja richtige Daten verwendet werden, nur nicht durch die berechtigte Person. Ein weiteres Beispiel ist die Angabe fingierter Forderungen als Abbuchungen im Lastschriftverfahren.
Umstritten ist in der Rechtswissenschaft, ob auch das Angeben falscher Daten im automatisierten Mahnverfahren eine unrichtige Verwendung von Daten darstellt. Befürworter, darunter auch der BGH, argumentieren, dass der Täter durch die Angabe unwahrer Daten gegen die in § 138 Abs. 1 ZPO normierte prozessuale Wahrheitspflicht verstößt und damit ein Täuschungsunrecht begeht. Kritiker wenden ein, dass ein Mahnbescheid bereits durch die bloße Behauptung eines Anspruchs erwirkt werden kann, weshalb es auf falsche Tatsachen nicht ankommt. Außerdem verstoße die Annahme eines Computerbetrugs gegen das Gebot der betrugsnahen Auslegung: Ein Rechtspfleger, der einen Antrag im Mahnverfahren bearbeitet, mache sich bei der Bearbeitung eines solchen Antrags keine Gedanken über das Bestehen des geltend gemachten Anspruchs, weshalb er hierüber auch nicht getäuscht werden könne.
Unvollständig sind Daten, die wesentliche Informationen über den ihnen zugrundeliegenden Sachverhalt nur in unzureichender Weise erkennen lassen, sie also in Bezug auf eine relevante Tatsache lückenhaft sind. Da unvollständige Daten allerdings auch die Wirklichkeit zumindest teilweise nicht korrekt abbilden, sind sie zugleich falsche Daten. Daher ist die Unvollständigkeit nur ein besonderer Fall der Unrichtigkeit, weswegen dieses Merkmal keine eigenständige Relevanz besitzt.

#### Unbefugte Verwendung von Daten

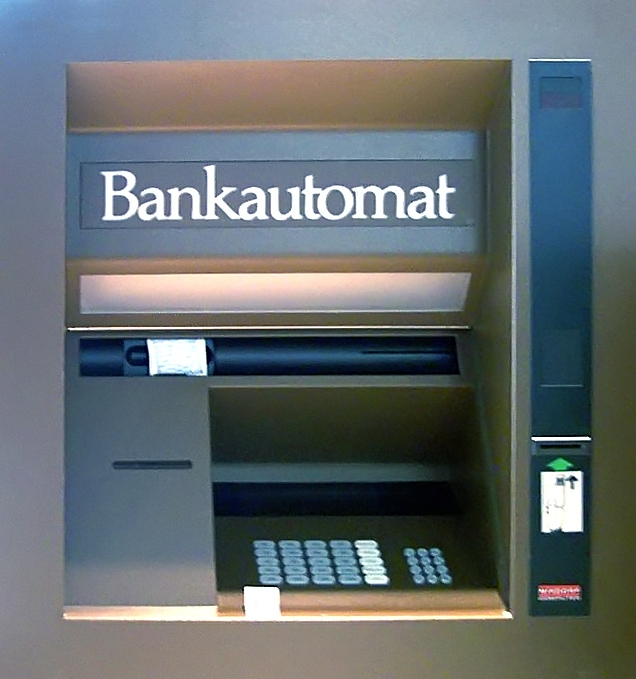
Die Eingabe falscher Daten in einen Geldautomaten ist ein Hauptfall der unbefugten Datenverwendung.

##### Zweck und Problematik der Handlungsvariante
Der Gesetzgeber schuf die Handlungsform der unbefugten Datenverwendung, da Wissenschaftler und Sachverständige im Gesetzgebungsverfahren daran zweifelten, dass der Tatbestand der unrichtigen Verwendung von Daten den missbräuchlichen Einsatz von Codekarten an Geldautomaten erfasst. Derartige Fälle waren ein maßgeblicher Anlass zur Schaffung des Computerbetrugs, weshalb der Gesetzgeber sicherstellen wollte, dass diese vom neuen Tatbestand erfasst werden. Dem sollte § 263a Abs. 1 Var. 3 StGB abhelfen. Da das Verwenden falscher oder lückenhafter Daten bereits von § 263a Abs. 1 Var. 2 StGB erfasst wird, beschränkt sich die dritte Variante auf das Verwendung richtiger Daten durch einen Unbefugten.
§ 263a Abs. 1 Var. 3 StGB ist im Vergleich zu den anderen Tatbeständen äußerst unbestimmt formuliert, da er nicht näher klarstellt, wie sein zentrales Tatbestandsmerkmal, die Unbefugtheit, zu konkretisieren ist. Um den Tatbestand nicht ausufern zu lassen und um nicht gegen das strafrechtliche Bestimmtheitsgebot zu verstoßen, besteht Einigkeit in Rechtsprechung und Lehre darin, dass dieses Merkmal restriktiv ausgelegt werden soll. Einigkeit besteht ebenfalls darin, dass diese Auslegung möglichst betrugsnah erfolgen soll. Der genaue Bedeutungsgehalt des Merkmals unbefugt ist indessen umstritten.

##### Meinungsstand zur Auslegung des Merkmals „unbefugt“
Nach einer Ansicht, die den Tatbestand vergleichsweise weit auslegt, liegt ein unbefugtes Verwenden bereits dann vor, wenn der Täter die Daten gegen den tatsächlichen oder mutmaßlichen Willen des Betreibers der Datenverarbeitungsanlage in den Verarbeitungsprozess einführt. Hierfür spreche, dass der Begriff „unbefugt“ seinem Wortsinn nach das Fehlen einer Befugnis meine. Auch andere Tatbestände gebrauchen diesen Begriff in diesem Sinne.
Eine andere Auffassung, die als computerspezifische Auslegung bezeichnet wird, nimmt eine restriktivere Auslegung vor. Sie stellt im Ausgangspunkt zwar auch auf den Betreiberwillen als maßgeblichen Bezugspunkt ab, berücksichtigt diesen jedoch nur insoweit, wie dieser sich in der Programmgestaltung widerspiegelt. Hiernach ist etwa Wille des Betreibers, dass nur eine bestimmte Person die Daten verwenden darf, nur dann berücksichtigungsfähig, wenn das Programm die Identität des Verwenders prüft, etwa durch eine PIN-Abfrage. Vertreter dieser Sichtweise argumentieren, dass dies der systematischen Nähe des § 263a StGB zum § 263 StGB gerecht werde, indem nicht bereits jede Vertragsverletzung als tatbestandsmäßig angesehen wird, sondern erst das täuschungsartige Überlisten eines Datenverarbeitungsvorgangs.
Eine dritte Auffassung, die vom BGH und der herrschenden Lehre vertreten wird, stellt die Unbefugtheit mithilfe einer Parallele zum Betrug fest. Nach dieser Ansicht handelt jemand unbefugt, falls das Verhalten des Täters bei der Datenverwendung einen Täuschungswert hat. Dies ist der Fall, wenn, angenommen, der Täter hätte die Daten nicht in einem Computer eingegeben, sondern gegenüber einem Menschen erklärt, in diesem hypothetischen Fall eine Täuschung vorliegt. Trifft dies zu, ist die Täuschungsäquivalenz gegeben, sodass der Täter unbefugt handelt. Bei dieser hypothetischen Datenverarbeitung durch einen Menschen darf jedoch allein auf solche Tatsachen abgestellt werden, die auch der Computer prüfen könnte. Die Täuschung muss also in den Daten angelegt sein. Ansonsten würden nach dieser Ansicht auch konkludente Täuschungen zur Begründung eines Computerbetrugs genügen, obwohl ein Computer nicht konkludent getäuscht werden kann.

##### Missbräuchlicher Einsatz von Zahlungskarten, insbesondere durch Abheben von Geld am Geldautomaten

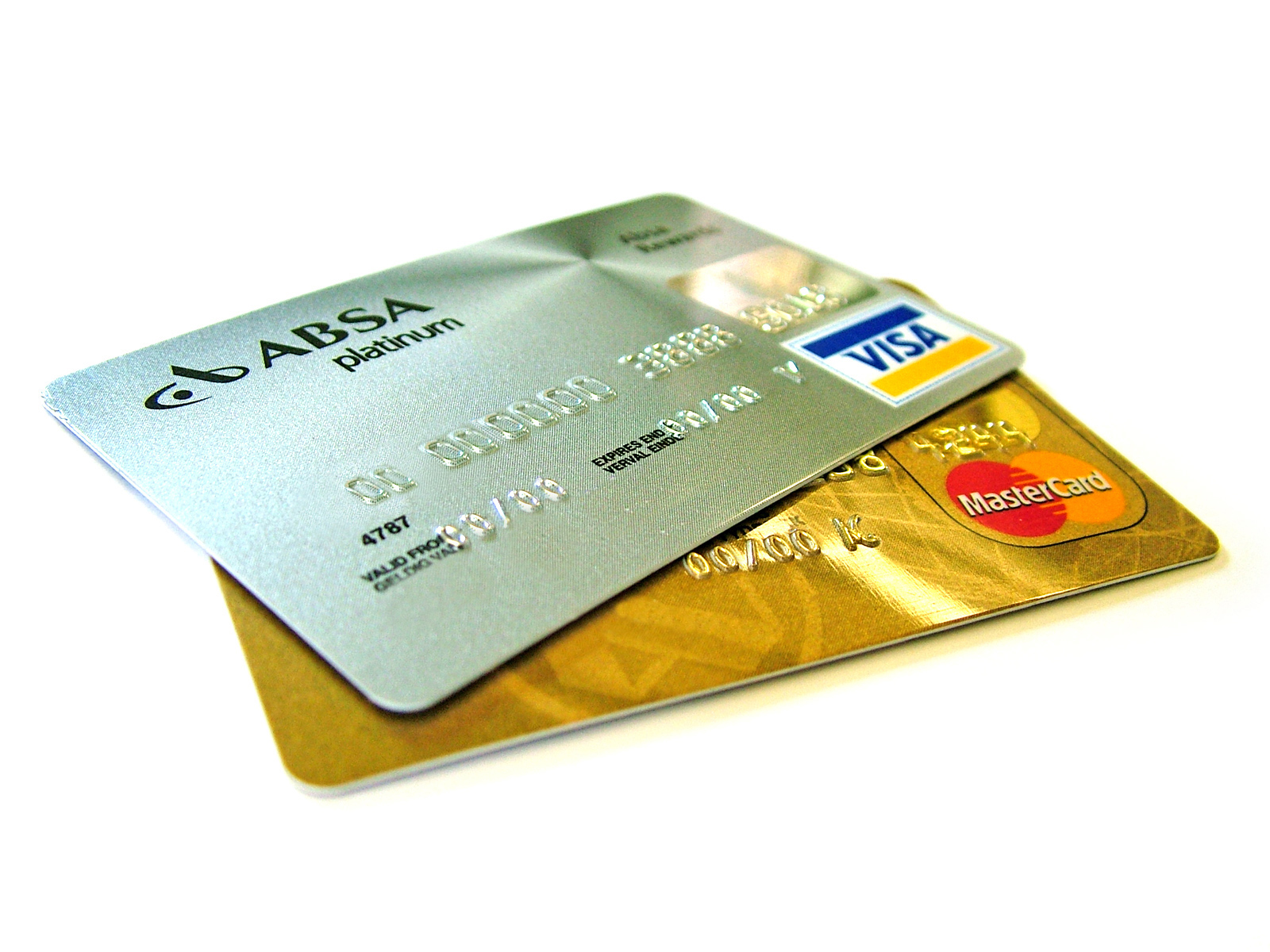
Kreditkarten

Den praxisrelevantesten Anwendungsfall bildet der Einsatz fremder PIN- oder TAN-Nummern. Hierzu kommt es insbesondere beim missbräuchlichen Abheben von Geld an einem Geldautomaten mithilfe einer Kredit- oder EC-Karte. Zur Beurteilung der Strafbarkeit sind mehrere Fallkonstellationen zu unterscheiden:
Hebt der Täter unberechtigterweise Geld mit einer gestohlenen, gefälschten (sog. Skimming) oder auf andere Weise illegal erlangten Karte ab, verwendet er unbefugt fremde Daten. Hierin sind sich alle oben beschriebenen Ansichten einig; lediglich die Begründung variiert. Nach der täuschungsäquivalenten Auslegung ergibt sich dies daraus, dass der Täter einem hypothetischen Bankangestellten seine Nutzungsberechtigung vortäuscht. Nach den am Betreiberwillen orientierten Ansichten ergibt sich die Strafbarkeit dagegen daraus, dass das Verwenden einer illegal erlangten Karte diesem Willen widerspricht.
Nutzt hingegen der berechtigte Karteninhaber die Karte und überschreitet dabei seinen Kreditrahmen, stellt dies nach überwiegender Ansicht keine unbefugte Datenverwendung dar, da der Täter hierbei kein täuschungsähnliches Verhalten begeht. Allerdings ist in diesem Fall § 266b StGB einschlägig. Nach den am Betreiberwillen orientierten Sichtweisen könne demgegenüber auch § 263a StGB erfüllt sein. Jedoch gehe § 266b StGB als spezielleres Gesetz vor, verdränge also den Computerbetrug auf Konkurrenzebene.
Umstritten ist in der Rechtswissenschaft ebenfalls, welcher Tatbestand erfüllt ist, wenn der Karteninhaber dem Täter die Karte freiwillig überlässt und dieser daraufhin mehr Geld abhebt, als ihm der Inhaber gestattet hat. Nach der täuschungsäquivalenten Auslegung stellt dieses Verhalten keinen Computerbetrug dar. Der Karteninhaber erteile dem Täter durch das Aushändigen der Karte eine Bankvollmacht. Diese Vollmacht zwar hinsichtlich der Höhe des abzuhebenden Geldes beschränkt, jedoch teile der Täter ihren Inhalt einem hypothetischen Bankangestellten jedoch nicht mit. Daher fehlt es an der Täuschungsäquivalenz. Die anderen Auffassungen bejahen demgegenüber einen Computerbetrug, da das Abheben eines zu hohen Betrags durch einen Nichtberechtigten sowohl dem Willen des Berechtigten widerspricht als auch sich der entgegenstehende Wille, das niemand außer dem Berechtigten Geld abhebt, in Form der Abfrage der Zugangsdaten im Programm widerspiegelt.

##### Weitere Fälle

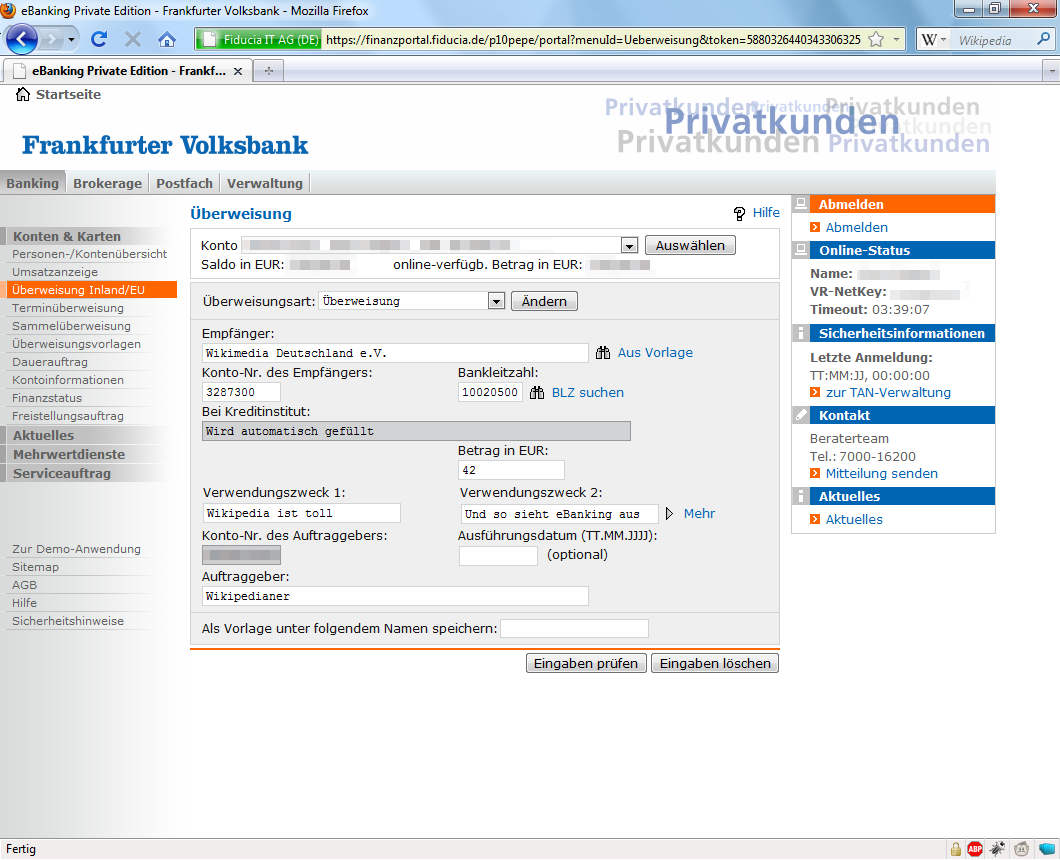
Überweisung im Onlinebanking-Portal einer Bank

Ein unbefugtes Verwenden von Daten liegt weiterhin vor, wenn der Täter Online-Überweisungen mithilfe fremder Daten durchführt, die er illegal, insbesondere durch Phishing, erlangt hat. Entsprechendes gilt für das Bestellen von Waren bei Online-Geschäften mithilfe eines fremden Accounts.
Der Bundesgerichtshof bejaht darüber hinaus einen Computerbetrug, als die Täter über das Internet auf den Ausgangs eines Fußballspiels gewettet hatten, nachdem sie sie das Spiel manipuliert hatten. Das Abgeben der Wette sei nach der Lehre von der Täuschungsäquivalenz eine unbefugte Datenverwendung. Schließlich würde der Täter, gäbe er seine Wette gegenüber einem Menschen ab, konkludent erklären, dass er das Spiel nicht manipuliert hat.

#### Sonstige unbefugte Einwirkung auf den Ablauf
Die letzte Handlungsvariante des § 263a StGB, die häufig für ihre Unbestimmtheit kritisiert wird, stellt im Verhältnis zu den anderen drei Begehungsvarianten einen Auffangtatbestand dar. Er erfasst sonstige Handlungen, die die Informationsverarbeitung inhaltlich beeinflussen. Hierzu zählen beispielsweise das Einwirken auf die Hardware des Geräts und das Nutzen einer unberechtigterweise wiederaufgeladenen Telefonkarte oder einer Telefonkartenattrappe.
Häufig befasste sich die Rechtsprechung mit der Frage, unter welchen Voraussetzungen das Leerspielen eines Geldautomaten tatbestandsmäßig ist. Dies bejahte sie, als der Täter ein Programm nutzte, das den Ablauf des Glücksspiels derart manipulierte, dass der Täter das Gewinnbild herbeiführen konnte. Verneint wurde der Tatbestand demgegenüber in einem Fall, in dem der Täter sein Wissen um einen Programmfehler ausnutzte. Hierbei fehle es an einem mit einer Täuschung vergleichbaren Verhalten.

### Beeinflussung des Datenverarbeitungsvorgangs
Eine Strafbarkeit wegen Computerbetrugs setzt voraus, dass der Täter das Ergebnis eines Datenverarbeitungsvorgangs beeinflusst. Diese Voraussetzung tritt an die Stelle der Betrugsmerkmale Irrtum und Vermögensverfügung. Sie ist gegeben, wenn die Tathandlung dazu führt, dass der Verarbeitungsvorgang ein Ergebnis erzielt, das ohne sie nicht erzielt worden wäre, und das unmittelbar eine Vermögensminderung herbeiführt. Zwischen Manipulationshandlung und Vermögensminderung dürfen also keine wesentlichen Zwischenschritte liegen.
So verhält es sich etwa, wenn ein Bankautomat im Anschluss ans unbefugte Verwenden einer Karte Geld ausgibt. An der Unmittelbarkeit fehlt es demgegenüber etwa, wenn durch die Tathandlung eine elektronische Wegfahrsperre überwunden wird. Schließlich tritt die Vermögensminderung nicht bereits hierdurch ein, sondern erst durch eine weitere wesentliche Handlung, die Wegnahme des Fahrzeugs. Damit handelt es sich bei dieser Tat nicht um eine Computerbetrug, sondern um einen Diebstahl. Durch das Unmittelbarkeitserfordernis werden also der Computerbetrug und der Diebstahl voneinander abgegrenzt. Wie im Verhältnis von Betrug und Diebstahl besteht auch zwischen Computerbetrug und Diebstahl ein Exklusivitätsverhältnis; beide Tatbestände schließen sich also aus. Dementsprechend stellt beispielsweise das Manipulieren einer elektronischen Zugangssperre eines verschlossenen Raums, um Gegenstände aus diesem zu entwenden, einen Diebstahl und keinen Computerbetrug dar. Auch das Überlisten eines Geldwechselautomaten mithilfe eines an einer Schnur befestigten Geldscheins ist ein Diebstahl, da durch das bloße manuelle Einwirken auf den Automaten kein Arbeitsergebnis der Maschine beeinflusst wird.

### Vermögensschaden
Schließlich muss die Beeinflussung des Datenverarbeitungsvorgangs zu einem Vermögensschaden führen. Ob ein Vermögensschaden vorliegt, beurteilt sich nach den Grundsätzen, die für den Betrug gelten. Dementsprechend tritt ein Schaden ein, wenn die vom Täter bewirkte Vermögensminderung nicht durch eine Gegenleistung kompensiert wird. So liegt der Schaden etwa im obigen Geldautomaten-Beispiel darin, dass die Bank das Eigentum am Geld verloren hat, ohne hierfür einen Aufwendungsersatzanspruch gegen den Kunden zu erhalten (§ 675u BGB).
Wie beim Betrug genügt nach vorherrschender Auffassung eine schadensgleiche Vermögensgefährdung zur Annahme eines Vermögensschadens. Eine solche liegt vor, wenn ein Vermögenswert in die Saldierung eingestellt wird, dessen Wert von einer Prognose abhängt. So verhält es sich typischerweise bei offenen Forderungen: Deren gegenwärtiger Wert hängt maßgeblich davon ab, ob zu erwarten ist, dass der Schuldner diese in Zukunft begleicht.
Keinen Vermögensschaden stellt der finanzielle Aufwand dar, eine manipulierte Anlage wieder für ihren bestimmungsgemäßen Gebrauch einsatzbereit zu machen. Eine Behinderung der Datenverarbeitung selbst, etwa durch Computersabotage, ist ebenfalls kein tauglicher Erfolg, da der Computer als Tatmittel nicht zugleich Tatopfer sein kann. Programmierfehler, die Arbeitsabläufe stören und dadurch finanzielle Schäden verursachen, sind ebenfalls nicht tatbestandsmäßig.
Sind der Betreiber des manipulierten Computersystems und der in seinem Vermögen Geschädigte personenverschieden, findet die Figur des Dreiecksbetrugs, die beim Betrug anerkannt ist, entsprechende Anwendung. In diesem Fall ist der objektive Tatbestand erfüllt, wenn zwischen Betreiber und Vermögensinhaber ein Näheverhältnis besteht.

### Vorsatz und Bereicherungsabsicht
Eine Strafbarkeit wegen Computerbetrugs erfordert gemäß § 15 StGB zunächst, dass der Täter hinsichtlich des objektiven Tatbestands zumindest mit bedingtem Vorsatz handelt. Hierfür muss er die Tatumstände erkennen und die Verwirklichung des Tatbestands billigend in Kauf nehmen.
Zusätzlich muss der Täter – wie beim Betrug – in Bereicherungsabsicht handeln. Dies ist die Absicht, sich oder einem Dritten einen rechtswidrigen Vermögensvorteil zu verschaffen, also einen Vorteil, auf den er keinen Anspruch hat. Zwischen dem Vorteil und dem Schaden muss Stoffgleichheit bestehen. Dies ist der Fall, wenn der Vorteil die Kehrseite des Vermögensschadens darstellt. Hieran fehlt es etwa, wenn der Täter sich nicht unmittelbar durch die Vermögensverschiebung bereichern will, sondern erst durch eine Belohnung, die ein Dritter für die Tat versprochen hat.

## Versuch, Vollendung und Beendigung
Der Versuch des Computerbetrugs ist gemäß § 263a Abs. 2, § 263 Abs. 2 StGB strafbar. Die Tat erreicht das Deliktsstadium der Vollendung, wenn zumindest teilweise eine Vermögensschädigung eintritt. Zur Beendigung eines Computerbetrugs kommt es, wenn der Täter den von ihm anvisierten Vermögensvorteil vollständig erlangt.

## Strafbarkeit ausgewählter Vorbereitungshandlungen
§ 263a Abs. 3 StGB stellt mehrere Vorbereitungshandlungen unter Strafe. Die Auswahl der Tathandlungen orientiert sich an § 149 Abs. 1 StGB, der Vorbereitung der Fälschung von Geld und Wertzeichen. Wegen Vorbereitung eines Computerbetrugs macht sich strafbar, wer ein Computerprogramm, dessen Zweck die Begehung eines Computerbetrugs ist, erstellt, sich oder einem anderen verschafft, feilhält, verwahrt oder einem anderen überlasst. Gemeinsames Tatobjekt dieser Handlungen ist ein Programm, dessen objektiver Zweck die Begehung einer Tat nach Absatz 1 darstellt. Der Zweck, einen Computerbetrug zu ermöglichen, muss die Hauptfunktion des Programms sein. Unklar ist beim Wortlaut der Norm, ob das Programm dasjenige sein muss, mit dem später betrogen wird, oder ob es genügt, dass das Programm die Begehung der Tat ermöglicht. Relevant wird diese Frage beispielsweise bei Trojanern oder Phishing-Programmen, die nur dazu dienen, Daten zu erlangen, um sie später unbefugt zu verwenden. Da bereits die Strafbarkeit vorbereitender Handlungen im StGB die Ausnahme ist, wird eine derartige Ausdehnung der Strafbarkeit von vielen Juristen abgelehnt, sodass die Vorbereitungshandlungen sich nur auf solche Programme beziehen, mit denen der Betrug später durchgeführt werden soll.
Der Täter muss bereits bei der Herstellung des Programms mit bedingtem Vorsatz bezüglich des Begehens eines Computerbetrugs handeln. Er muss also Kenntnis davon haben, dass mit dem Programm ein Computerbetrug begangen werden soll und die Verwirklichung dieser Tat in Kauf nehmen.

## Prozessuales und Strafzumessung
Wegen des Regelstrafrahmens von Freiheitsstrafe bis zu fünf Jahren oder Geldstrafe handelt es sich beim Computerbetrug nach § 12 Abs. 2 StGB um ein Vergehen. Der Computerbetrug wird grundsätzlich als Offizialdelikt von Amts wegen verfolgt. Ausnahmsweise erfordert die strafrechtliche Verfolgung der Tat allerdings einen Strafantrag, wenn Opfer des Computerbetrugs ein Angehöriger, Vormund oder Betreuer ist (§ 247 StGB) oder der durch die Tat entstandene Schaden gering ist (§ 248a StGB). Sobald die Tat beendet ist, beginnt gemäß § 78a StGB die Verfolgungsverjährung. Die Verjährungsfrist beträgt aufgrund des Strafrahmens der Tat nach § 78 Abs. 3 StGB fünf Jahre.
Durch den Verweis des § 263a Abs. 2 StGB auf die Vorschriften des Betrugs finden die Regelbeispiele des Betrugs auf den Computerbetrug Anwendung. Eine verschärfte Strafandrohung besteht daher im Regelfall etwa dann, wenn der Täter gewerbsmäßig handelt oder einen besonders großen Schaden verursacht.

## Gesetzeskonkurrenzen
Werden im Zusammenhang mit einer Tat nach § 263a StGB weitere Delikte verwirklicht, stehen diese zum Computerbetrug in Gesetzeskonkurrenz. Häufig tritt diese im Zusammenhang mit anderen Vermögensdelikten auf.
Wie der Betrug steht der Computerbetrug im Exklusivitätsverhältnis zum Diebstahl, beide Delikte schließen sich also gegenseitig aus. Gegenüber dem Betrug ist der Computerbetrug subsidiär. Werden also beide Delikte verwirklicht, so wird der Täter lediglich wegen vollendeten Betrugs bestraft. Ist in einem Fall unklar, ob der Täter einen Betrug oder einen Computerbetrug verwirklicht hat, ist bei diesen beiden Delikten Wahlfeststellung möglich. Auch Postpendenz kommt in Betracht, wenn ein Täter mit Sicherheit einen Computerbetrug und möglicherweise einen Betrug begangen hat.
Tateinheit kommt insbesondere mit den in der Thematik verwandten Tatbeständen der Fälschung technischer Aufzeichnungen (§ 268 StGB), der Fälschung beweiserheblicher Daten (§ 269 StGB), der Datenveränderung (§ 303a StGB), der Fälschung von Zahlungskarten, Schecks und Wechseln (§ 152a StGB) oder der Fälschung von Zahlungskarten mit Garantiefunktion (§ 152b StGB) in Betracht.
Begeht der Inhaber einer Scheck- oder Kreditkarte den Computerbetrug mit seiner Karte und schädigt hierdurch deren Aussteller, ist der Tatbestand des Missbrauchs von Scheck- und Kreditkarten (§ 266b StGB) als lex specialis vorrangig gegenüber § 263a StGB und verdrängt diesen. Entsprechendes gilt für die nach § 370 AO strafbare Steuerhinterziehung, die auch durch Tathandlungen des Computerbetrugs begangen werden kann.

## Kriminologie
Das Bundeskriminalamt gibt jährlich eine Statistik über alle in Deutschland gemeldeten Straftaten heraus, die Polizeiliche Kriminalstatistik. Seit 1993 wird das gesamte Bundesgebiet erfasst. In den Statistiken von 1991 und 1992 wurden die alten Bundesländer und das gesamte Berlin erfasst. Ältere Statistiken erfassen nur die alten Bundesländer. Nicht erfasst sind Betrugsfälle mit Debitkarten und mit Zugangsberechtigungen zu Kommunikationsdiensten.
Nach der Einführung des § 263a StGB wurden im ersten Berichtsjahr 2.777 Fälle gemeldet. In den Folgejahren stieg diese Zahl langsam an. 2001 erfolgte ein sprunghafter Anstieg auf 17.310 Fälle, was nahezu eine Verdopplung gegenüber dem Vorjahr darstellte. In der Folgezeit blieben die Fallzahlen nahezu durchgängig auf fünfstelligem Niveau. Ihren bisherigen Höchststand erreichten sie 2010 mit 27.292 Fällen. Seitdem entwickeln sich die Zahlen rückläufig. 2024 wurden 17.548 Fälle gemeldet. Gegenwärtig macht Computerbetrug etwa 7 % der Computer- und Internetkriminalität aus. Fälle des Computerbetrugs sind überwiegend in der kleinen und mittleren Vermögenskriminalität angesiedelt. Die Aufklärungsquote unterliegt starken Schwankungen. Ihren Höchstwert hatte sie 2001 mit 77,9 %, ihren Tiefstwert 2011 mit 27,0 %.
- Diagrammdaten:
- Definition |
- Rohdaten |
- Hilfe

|      | Erfasste Fälle | Erfasste Fälle        | Erfasste Fälle                                | Erfasste Fälle   |
| Jahr | Insgesamt      | Pro 100.000 Einwohner | Anteil der versuchten Taten (absolut/relativ) | Aufklärungsquote |
| ---- | -------------- | --------------------- | --------------------------------------------- | ---------------- |
| 1987 | 2.777          | 5                     | 218 (7,9 %)                                   | 41,1 %           |
| 1988 | 3.075          | 5                     | 333 (10,8 %)                                  | 40,3 %           |
| 1989 | 1.242          | 2                     | 124 (10,0 %)                                  | 47,2 %           |
| 1990 | 787            | 1                     | 116 (14,7 %)                                  | 63,7 %           |
| 1991 | 1.035          | 2                     | 99 (9,9 %)                                    | 55,8 %           |
| 1992 | 2.485          | 3                     | 150 (7,5 %)                                   | 51,7 %           |
| 1993 | 1.755          | 3                     | 177 (7,9 %)                                   | 50,5 %           |
| 1994 | 2.754          | 3                     | 216 (7,8 %)                                   | 51,8 %           |
| 1995 | 3.575          | 4                     | 361 (10,1 %)                                  | 52,6 %           |
| 1996 | 3.588          | 4                     | 413 (11,5 %)                                  | 55,2 %           |
| 1997 | 6.506          | 8                     | 539 (8,3 %)                                   | 57,5 %           |
| 1998 | 6.465          | 8                     | 469 (7,3 %)                                   | 60,7 %           |
| 1999 | 4.474          | 6                     | 467 (10,4 %)                                  | 54,9 %           |
| 2000 | 6.600          | 8                     | 442 (6,7 %)                                   | 67,0 %           |
| 2001 | 17.310         | 21                    | 605 (3,5 %)                                   | 77,9 %           |
| 2002 | 9.531          | 12                    | 828 (8,7 %)                                   | 57,0 %           |
| 2003 | 11.388         | 14                    | 934 (8,2 %)                                   | 43,2 %           |
| 2004 | 14.186         | 17                    | 1.679 (11,8 %)                                | 46,4 %           |
| 2005 | 15.875         | 19                    | 2.584 (16,3 %)                                | 48,7 %           |
| 2006 | 16.211         | 20                    | 2.216 (13,7 %)                                | 48,9 %           |
| 2007 | 16.274         | 21                    | 2.723 (16,7 %)                                | 37,2 %           |
| 2008 | 17.006         | 28                    | 2.584 (15,2 %)                                | 37,1 %           |
| 2009 | 22.963         | 33                    | 2.989 (13 %)                                  | 34,8 %           |
| 2010 | 27.292         | 33                    | 3.882 (14,2 %)                                | 30,2 %           |
| 2011 | 26.723         | 30                    | 4.237 (15,9 %)                                | 27,0 %           |
| 2012 | 24.817         | 28                    | 4.728 (19,1 %)                                | 30,1 %           |
| 2013 | 23.242         | 29                    | 4.869 (20,9 %)                                | 31,1 %           |
| 2014 | 22.308         | 28                    | 3.797 (17, 0 %)                               | 30,9 %           |
| 2015 | 23.562         | 29                    | 3.528 (15,0 %)                                | 33,1 %           |
| 2016 | 14.722         | 17,9                  | 2.604 (17,7 %)                                | 39,5 %           |
| 2017 | 13.338         | 16,2                  | 2.640 (19,8 %)                                | 44,8 %           |
| 2018 | 10.733         | 13                    | 1.757 (16,4 %)                                | 43,7 %           |
| 2019 | 13.418         | 16,2                  | 2.351 (17,5 %)                                | 36,5 %           |
| 2020 | 16.266         | 19,6                  | 2.647 (16,3 %)                                | 36,2 %           |
| 2021 | 18.086         | 21,7                  | 3.047 (16,8 %)                                | 40 %             |
| 2022 | 16.282         | 19,6                  | 2.794 (17,2 %)                                | 36,5 %           |
| 2023 | 15.792         | 18,7                  | 2.264 (14,3 %)                                | 39,4 %           |
| 2024 | 17.548         | 20,7                  | 3.090 (17,6 %)                                | 43,6 %           |